# سعادة آكسوي
سعادة آكسوي (بالتركية: Saadet Işıl Aksoy) هي ممثلة تركية من مواليد ( 29 أغسطس، 1983 ) ولدت في مدينة إسطنبول.

## وصلات خارجية
- سعادة آكسوي على موقع IMDb (الإنجليزية)
- سعادة آكسوي على موقع روتن توميتوز (الإنجليزية)
- سعادة آكسوي على موقع قاعدة بيانات الأفلام العربية
- سعادة آكسوي على موقع ألو سيني (الفرنسية)
- سعادة آكسوي على موقع أول موفي (الإنجليزية)
- سعادة آكسوي على موقع قاعدة بيانات الأفلام السويدية (السويدية)
- سعادة آكسوي على موقع قاعدة بيانات الفيلم (الإنجليزية)
- سعادة آكسوي على موقع كينوبويسك (الروسية)